# Thomas Ricklin
Thomas Ricklin (* 6. Mai 1963 in Zürich; † 23. September 2016) war ein schweizerischer Philosoph. 

## Leben
Ab 1984 studierte Ricklin Philosophie sowie Protestantische und Katholische Theologie in Zürich und in Fribourg. Danach war er als  Forschungsassistent bei Ruedi Imbach am  Lehrstuhl für Geschichte der mittelalterlichen Philosophie tätig. Nach Lehraufträgen an der École pratique des hautes études, an der Università La Sapienza, der Universität Luzern und der Universität Fribourg wurde er Gastforscher am Warburg-Institute London. 2005 wurde Ricklin als Professor für Geistesgeschichte und Philosophie der Renaissance an die Ludwig-Maximilians-Universität berufen.  2010 wurde er zum Studiendekan der Fakultät für Philosophie, Wissenschaftstheorie und Religionswissenschaft ernannt. 
Die Schwerpunkte seiner Arbeiten lagen auf der philosophischen Anthropologie im 12. Jahrhundert, der lateinischen Rezeption der Naturphilosophie des Aristoteles, den „Opere minori“ Dante Alighieris und der italienischen Renaissance des 15. Jahrhunderts. 

## Veröffentlichungen (in Auswahl)
- Die Physica und der Liber de Causis im 12. Jahrhundert. Zwei Studien, mit einer Vorrede von Ruedi Imbach, Freiburg: Universitätsverlag 1995 (= Dokimion 17).
- Der Traum der Philosophie im 12. Jahrhundert. Traumtheorien zwischen Constantinus Africanus und Aristoteles, Leiden: Brill 1998.
- Dante Alighieri, Das Schreiben an Cangrande della Scala, lateinisch-deutsch, übersetzt, eingeleitet und kommentiert von Thomas Ricklin, mit einer Vorrede von Ruedi Imbach (Dante Alighieri, Philosophische Werke, I), Hamburg: Meiner 1993 (= Philosophische Bibliothek 463), LXXXVIII + 1-253.
- Dante Alighieri, Das Gastmahl, Erstes Buch, italienisch-deutsch, übersetzt von Thomas Ricklin, eingeleitet und kommentiert von Francis Cheneval (Dante Alighieri, Philosophische Werke 4 / I), Hamburg: Meiner 1996 (= Philosophische Bibliothek 466a), cv + 278.
- Dante Alighieri, Das Gastmahl, Zweites Buch, italienisch-deutsch, übersetzt und kommentiert von Thomas Ricklin (Dante Alighieri, Philosophische Werke 4 / II), Hamburg: Meiner 1996 (= Philosophische Bibliothek 466b), 341.
- Dante Alighieri, Das Gastmahl, Drittes Buch, italienisch-deutsch, übersetzt von Thomas Ricklin, kommentiert von Francis Cheneval (Dante Alighieri, Philosophische Werke 4 / III), Hamburg: Meiner 1998 (= Philosophische Bibliothek 466c), 463.
- Dante Alighieri, Das Gastmahl, Viertes Buch, italienisch-deutsch, übersetzt von Thomas Ricklin, eingeleitet und kommentiert von Ruedi Imbach in Zusammenarbeit mit Roland Béhar und Thomas Ricklin (Dante Alighieri, Philosophische Werke 4 / IV), Hamburg: Meiner 2004 (= Philosophische Bibliothek 466d), xcv + 320.
- Dante Alighieri, Philosophische Werke in einem Band, übersetzt von Thomas Ricklin, Dominik Perler und Francis Cheneval, herausgegeben und mit einer neuen Einleitung von Ruedi Imbach, Hamburg, Meiner (Philosophische Bibliothek 679), 2015.